# Засада в Поповом поле
Засада в Поповом поле (сербохорв. Заседа у Поповом пољу / Zased u Popovom polju) — успешная засада югославских партизан, организованная 6 марта 1944 года у железнодорожной станции Грмляни города Требине. Бойцы партизанского батальона имени Михайло Чузулана из Южногерцеговинского партизанского отряда 29-й герцеговинской дивизии НОАЮ подорвали рельсы, по которым должен был проехать немецкий поезд, перевозивший личный состав 3-й роты 1-го батальона 369-го хорватского пехотного полка. Локомотив и первый вагон упали в озеро, а по солдатам, оставшимся в других вагонах, батальон открыл огонь на поражение. В течение часа было убито 58 хорватских бойцов вермахта из 369-й хорватской дивизии, партизаны потеряли 3 человек убитыми.

## Предыстория
20 февраля 1944 года 5-й горный корпус СС начал переброску в Герцеговину 369-й хорватской легионерской дивизии вместо 7-й горной дивизии СС «Принц Ойген» . 1-й батальон 369-го полка в ходе передислокации добирался сначала маршем, а затем по железной дороге из Зеницы в Требине. Командир батальона капитан Шпорер докладывал:

После крупных операций в январе в области Коньиц — Рама — Ябланица батальон около 20 января вернулся в Зеницу. В феврале он снова недолго побывал в Бусоваче, где отбил несколько нападений. В конце февраля пришёл приказ о передислокации. Мы прошли маршем через Киселяк — Хаджичи — Тарчин — Иван-седло — Коньиц до Мостара и были распределены там по трём поездам.
Оригинальный текст (нем.)Nach dem großen Unternehmen im Januar im Räume Konjic-Rama-Jablanica kehrte das Batl. etwa um den 20. 1. nach Zenica zurück. Im Februar wurde es kurze Zeit wieder nach Busovača verlegt, wo es einige Angriffe abwehrte. Ende Februar kam der Verlegungsbefehl. Wir marschierten über Kiseljak—Hadžići—Tarčin—Ivansattel— Konjic nach Mostar und wurden hier in drei Zugtransporten verladen.

3-я рота, переброшенная вторым поездом 6 марта, попалась в засаду в Поповом поле, которую организовал Южногерцеговинский партизанский отряд. Отряд в то время насчитывал около 400 человек, которые в марте 1944 года занимались активно диверсиями на территории Южной Герцеговины, разрушая пути сообщения:
- 2 марта у моста близ Полицы была перебита охрана после нападения батальона имени Михайло Чузулана.
- 3 марта у железнодорожной станции Дикличи было подорвано 250 метров рельс силами батальона имени Раде Правицы. В 7 часов был остановлен бронепоезд из Дубровника, по которому батальон открыл огонь. Данных о потерях не поступало.
- 3 марта у села Маслина бойцы батальона имени Марко Михича подорвали немецкий грузовик.
- 6 марта у железнодорожной станции Грмляни в засаду, подготовленную бойцами батальона имени Михайло Чузулана, попал поезд, перевозивший бойцов 369-й хорватской дивизии[3].

## Сражение
6 марта батальон имени Михайло Чузулана, расправившись с первым поездом, на второй железнодорожной линии подготовился встретить поезд, перевозивший солдат 1-го батальона 369-го пехотного полка из Мостара в Требине. Поезд наехал на мину и после взрыва остановился на самом конце рельс. Партизаны открыли ответный огонь по солдатам, засевшим в поезде. Выжившие бойцы вермахта отступили к станции Завала, где им оказал помощь итальянский фашистский легион «Сан-Марко», обеспечивавший безопасное передвижение из Дубровника. Усиленные итальянскими частями, солдаты 3-й роты 369-го полка нанесли контрудар, отбросив партизан, и забрали как раненых, так и тела убитых. Со слов командира роты, капитана Шпорера, за час немцы недосчитались 58 человек убитыми:

Утром 6 марта у Завалы (на перегоне Меткович—Требине) второй транспорт был атакован. Поезд наехал на мину, локомотив и первый вагон съехали вниз по крутой насыпи в озеро (Попово поле в разные времена года может быть затоплено). В это же время по неподготовленным солдатам открыли с одной стороны огонь из пулемётов, а с другой, со стороны насыпи, закидали гранатами. Царила полная растерянность. Личный состав отступил назад к железнодорожной станции Завала. Там к ним пришли на помощь итальянцы из легиона «Сан-Марко», которые расположились в Равно и охраняли перегон Меткович—Дубровник. Вместе с ними мы снова отправились к поезду, где итальянский врач подобрал всех раненых и забрал тела убитых. Это нападение стоило, как мне известно, жизни 58 солдатам. Спустя два дня превосходящие силы прибыли на третьем транспорте в боевой готовности в Требине. Там батальон оставался до начала октября и охранял вместе с четниками область.
Оригинальный текст (нем.)Der zweite Transport wurde am Morgen des 6. 3. bei Zavala (an der Strecke Metković-Trebinje) überfallen. Der Zug fuhr auf eine Mine, die Lokomotive und die ersten Wagen stürzten den steilen Bahndamm hinunter gegen den See (das Popovo polje, das der Jahreszeit entsprechend überschwemmt war). Gleichzeitig wurde die völlig überraschte und daher unvorbereitete Truppe von der einen Seite heftig mit MGs beschossen, von der andern, von den Felsen oberhalb des Bahndammes, mit Handgranaten beworfen. Die Verwirrung war groß. Die Leute zogen sich in Richtung auf die Bahnstation Zavala zurück. Dorthin kamen ihnen Italiener von der Legion San Marco entgegen, die in Ravno lagen und die Bahnstrecke Metković—Dubrovnik zu sichern hatten. Gemeinsam wurde wieder zum Zug vorgestoßen, die Verwundeten wurden von einem italienischen Arzt versorgt, die Gefallenen geborgen. Dieser Überfall kostete dem Batl. soviel ich weiß, 58 Tote. Zwei Tage später fuhren die übriggebliebenen Leute mit dem dritten Transport, nun äußerst wachsam, nach Trebinje. Dort blieb das Batl. bis Anfang Oktober und sicherte, gemeinsam mit Cetniks, den Raum.

Согласно данным батальона имени Михайло Чузулана, немцы потеряли всего убитыми, ранеными и пленными 118 человек (10 человек попали в плен). В качестве трофеев достались 2 пулемёта, 5 автоматов, 15 пистолетов и 40 винтовок с огромным количеством боеприпасов. Были уничтожены локомотив и 4 вагона, а транспортное сообщение прекратилось на трое суток. Батальон потерял 3 человек убитыми.

## Последствия
Чтобы обеспечить безопасную перевозку войск и транспортную связь, штаб 5-го корпуса СС объявил о начале 13 марта операции «Фойерштосс» (нем. Unternehmen Feuerstoss). Группа атаки в лице 1-го батальона 14-го полка СС (усилен карательной и противотанковой ротами и Требиньской четницкой бригадой) разделилась на две колонны и вышла к линии Хум — Равно, где итальянский 49-й фашистский легион и по две роты домобранцев и усташей развернулись в заградительные позиции, чтобы не позволить партизанам отступить. Силы Южногерцеговинского партизанского отряда уступали противнику по численности в 10 раз, и через три дня на помощь к отряду подошла 11-я герцеговинская бригада, что вынудило немцев прекратить операцию. 17 марта 1-й батальон 14-го полка СС отправился в Рогатицу.